# Clatous Chama
Clatous Chama (ur. 18 czerwca 1991 w Lusace) – zambijski piłkarz grający na pozycji ofensywnego pomocnika. Od 2022 jest zawodnikiem klubu Simba SC.

## Kariera klubowa
Swoją karierę piłkarską Chama rozpoczął w klubie Power Dynamos FC. W sezonie 2012 zadebiutował w jego barwach w pierwszej lidze zambijskiej. W debiutanckim sezonie został z nim wicemistrzem Zambii. W 2013 roku grał w Nchanga Rangers, a w latach 2014-2016 - w ZESCO United. Dwukrotnie został z nim mistrzem kraju w sezonach 2014 i 2015 oraz wicemistrzem w sezonie 2016. Zdobył też dwa Puchary Zambii w latach 2014 i 2016. W latach 2017–2018 występował w Lusaka Dynamos. W 2018 roku przeszedł do tanzańskiego Simba SC. W sezonach 2018/2019, 2019/2020 i 2020/2021 trzykrotnie wywalczył z nim mistrzostwo Tanzanii, a w 2020 i 2021 zdobył Puchar Tanzanii. Jesienią 2021 występował w marokańskim Renaissance Berkane. Na początku 2022 wrócił do Simba SC. W sezonach 2021/2022 i 2022/2023 wywalczył z nim dwa wicemistrzostwa kraju.

## Kariera reprezentacyjna
W reprezentacji Zambii Chama zadebiutował 6 listopada 2015 w przegranym 0:3 towarzyskim meczu z Demokratyczną Republiką Konga, rozegranym w Luandzie. W 2024 roku powołano go do kadry na Puchar Narodów Afryki 2023. Rozegrał w nim dwa mecze grupowe: z Tanzanią (1:1) i z Marokiem (0:1).